# Anacapa Island
Anacapa Island ist eine kleine, langgestreckte Vulkaninsel, die ungefähr 23 Kilometer vor der Westküste Kaliforniens liegt. Die Insel gehört zur Inselgruppe der Channel Islands und ist Teil des gleichnamigen Channel-Islands-Nationalparks. Die Insel ist die einzige der Channel Islands, deren Name nicht spanischen Ursprungs ist. Anacapa Island ist aus drei Teilinseln (East, Middle und West Anacapa) zusammengesetzt und weist eine Fläche von 2,95 km² auf. Auf East Anacapa liegt eine Besucherkontaktstation des Nationalparks, die von Rangern geleitet wird, und laut Census 2000 drei permanente Einwohner hat. Auf East Anacapa befindet sich außerdem der Leuchtturm Anacapa Lighthouse.
Vor mindestens 12.000 bis 13.000 Jahren lebten erstmals Menschen auf der Insel.

## Geologie, die drei Inseln
Anacapa ist überwiegend vulkanischen Ursprungs. Stark verwittertes Gestein aus dem Miozän (etwa 23 bis 5,3 Millionen Jahre) dominiert die Landschaft. Wahrscheinlich wurde die Insel jedoch aufgefaltet, zahlreiche der unterseeischen Lavaflüsse sind auf der Insel sichtbar. Nur an wenigen Stellen finden sich Sedimentgesteine, wie die blaugrüne San-Onofre-Brekzie im Süden von West Anacapa beim Cat Rock. Die extremen Witterungsbedingungen und die Brandung formten zahlreiche Höhlen und Löcher. Augenscheinlich verlängern die Inseln die Santa Monica Mountains westwärts.
East Anacapa ist die kleinste der drei Inselchen, aus denen Anacapa besteht. Sie ist praktisch eine unzugängliche Mesa, die Hochfläche von etwa 40 ha Fläche liegt rund 70 m über dem Meeresspiegel. Auf dem Inselchen befindet sich ein Leuchtturm, ein Nebelsignal, Gebäude der Parkverwaltung und ein Campingplatz.

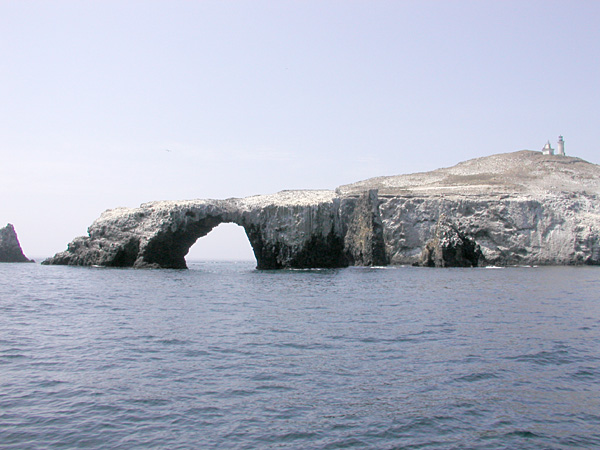
Anacapa Arch

Middle Anacapa ist die zweitgrößte der drei Inseln. Sie ist rund 5 km lang, aber nur selten breiter als 200 m. Einige Strände an der Südseite sind nur per Boot zu erreichen, wobei East Fish Camp den größten Landeplatz darstellt. Dort lebten zeitweise einige Fischer. An der Nordseite im Mittelteil der Insel ist der Zugang möglich, doch ist dies ohne Erlaubnis der Parkverwaltung untersagt.
West Anacapa erhebt sich am höchsten und ist insgesamt die größte der drei zu Anacapa gehörenden Inseln. Der Zugang ist nur in Frenchy’s Cove erlaubt. Dadurch werden die Brutplätze von Pelikanen und Seevögeln geschützt.

## Ökologie

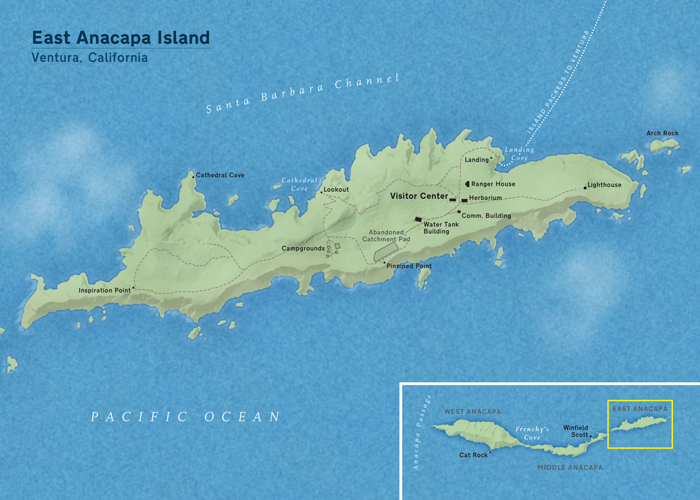
Karte von Ost-Anacapa mit den heutigen Einrichtungen

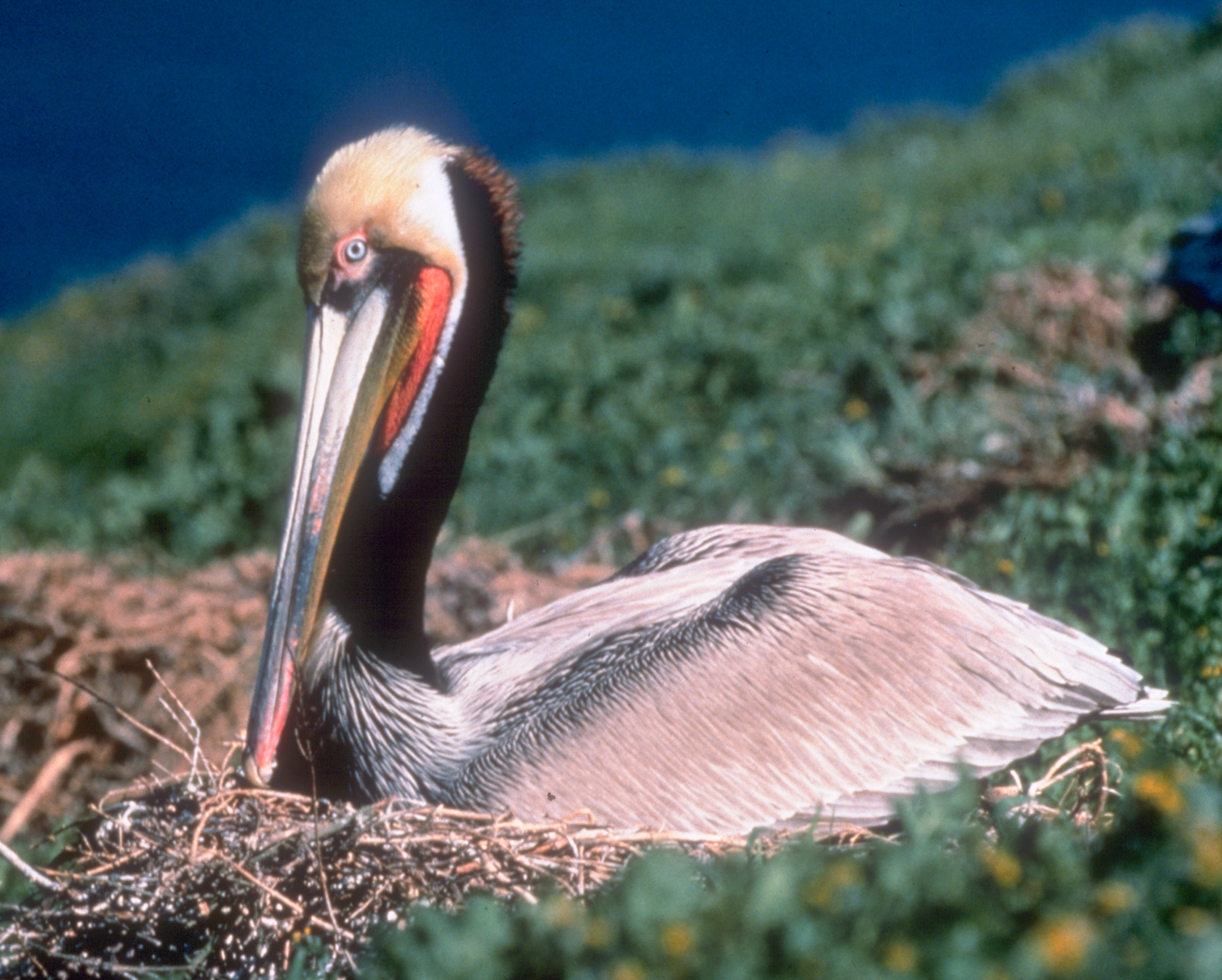
Braunpelikan auf Anacapa

Anacapa Island ist ein bedeutender Brutplatz für Seevögel. Nachdem um 1900 die Hausratte vom Menschen auf Booten in das Insel-Ökosystem eingeschleppt wurde, waren große Teile der Brutgebiete bedroht. So wurden rund 70 % der Gelege des Lummenalks von Ratten gefressen. 2003 wurden die Ratten mittels vom Flugzeug ausgebrachter Giftköder ausgerottet. Nach zehn Jahren ist ein deutlicher Anstieg der Brutvogelpopulation nachzuweisen, eine Brut des Einfarb-Wellenläufers wurde zum ersten Mal überhaupt auf der Insel beobachtet.

## Geschichte

### Erste Bewohner

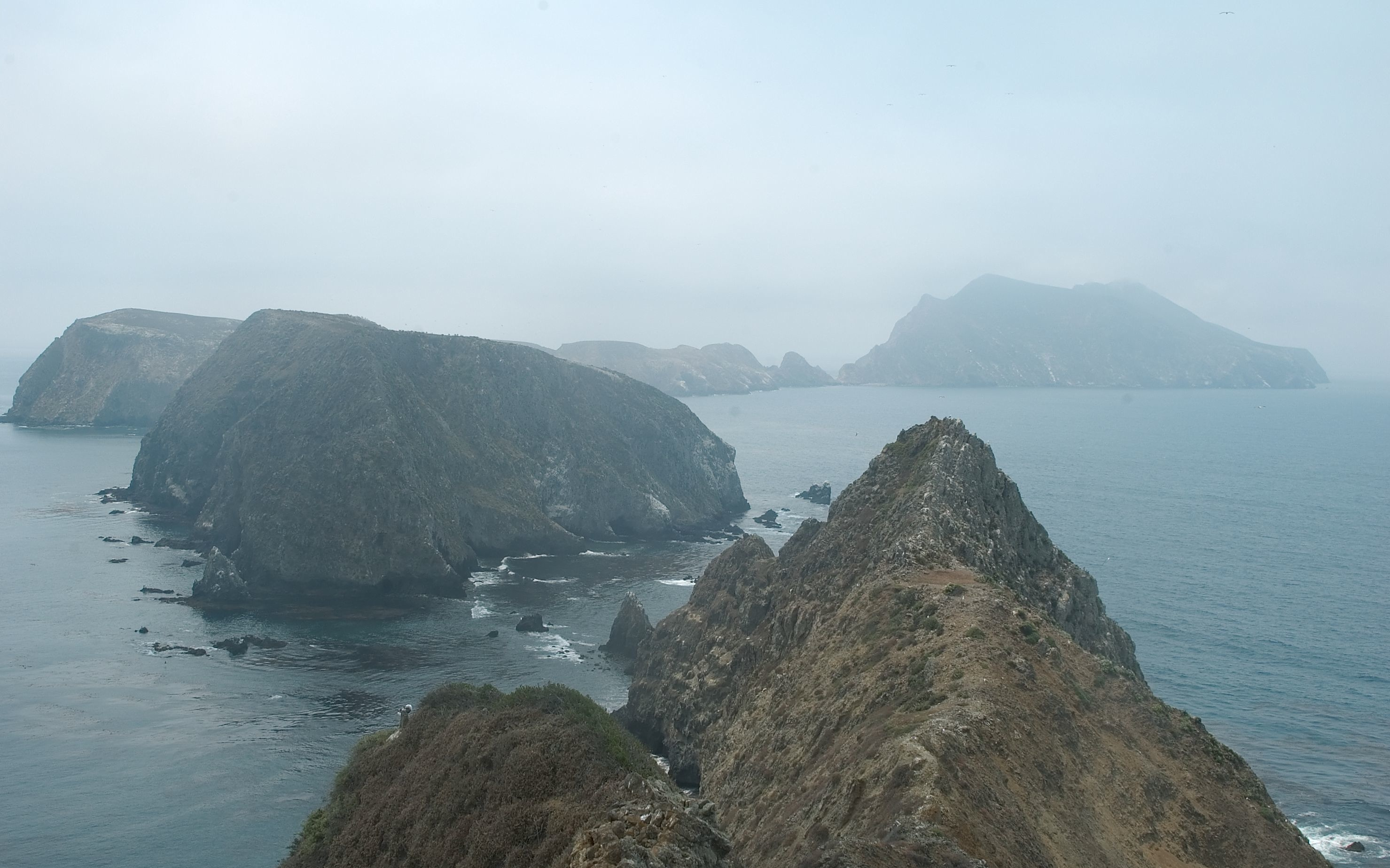
West und Middle Anacapa von East Anacapa aus

Zu den Nördlichen Kanalinseln gehören von Ost nach West Anacapa, Santa Cruz, Santa Rosa und San Miguel Island. Die Inselgruppe unterlag seit dem letzten Maximum der Vergletscherung während der letzten Kaltzeit überaus starken Veränderungen, da durch das globale Abschmelzen der Eismassen der Meeresspiegel um 100 bis 125 m anstieg. Bis dahin waren auf dem niedrigsten Pegelstand vor 20.000 Jahren die Inseln zu einer einzigen großen Insel verschmolzen, die als Santarosae Island bezeichnet wird. Ihr Ostrand (heute Anacapa) lag 6 bis 8 km vom Festland entfernt. Heute liegen die Inseln 20 bis 42 km vor der Küste. Anacapa ist dabei mit 2,6 km² die kleinste, Santa Cruz mit 249 km² die größte Insel. Anacapa lag vor 13.000 Jahren 8,5 km von der Küste entfernt, vor 11.500 Jahren bereits 10 km, vor 9.500 Jahren 12 km und vor 9000 Jahren bereits 13 km.
Spätestens vor 13.000 bis 12.000 Jahren lebten erstmals Menschen auf den Inseln. Einer der Gründe, warum immer wieder Menschen mit Seefahrzeugen den Pazifik befahren haben müssen, sind Vorkommen von Feuer- und Hornstein, die für die Herstellung von Waffen und Werkzeugen von größter Bedeutung waren. Dabei waren die Vorkommen auf Anacapa allerdings von niedrigerer Qualität, dennoch ließ sich dort eine Steinklingen-Industrie nachweisen. Eine durchgängige Besiedlung bestand seit spätestens 3000 v. Chr.
Im 18. Jahrhundert lebten Chumash auf der Inselgruppe, doch finden sich keine Anhaltspunkte für die Besiedlung von Anacapa in den spanischen Quellen. Mindestens 23 Muschelhügel, eine Art Abfallhaufen, sind auf den Inseln bekannt.

### Benennung

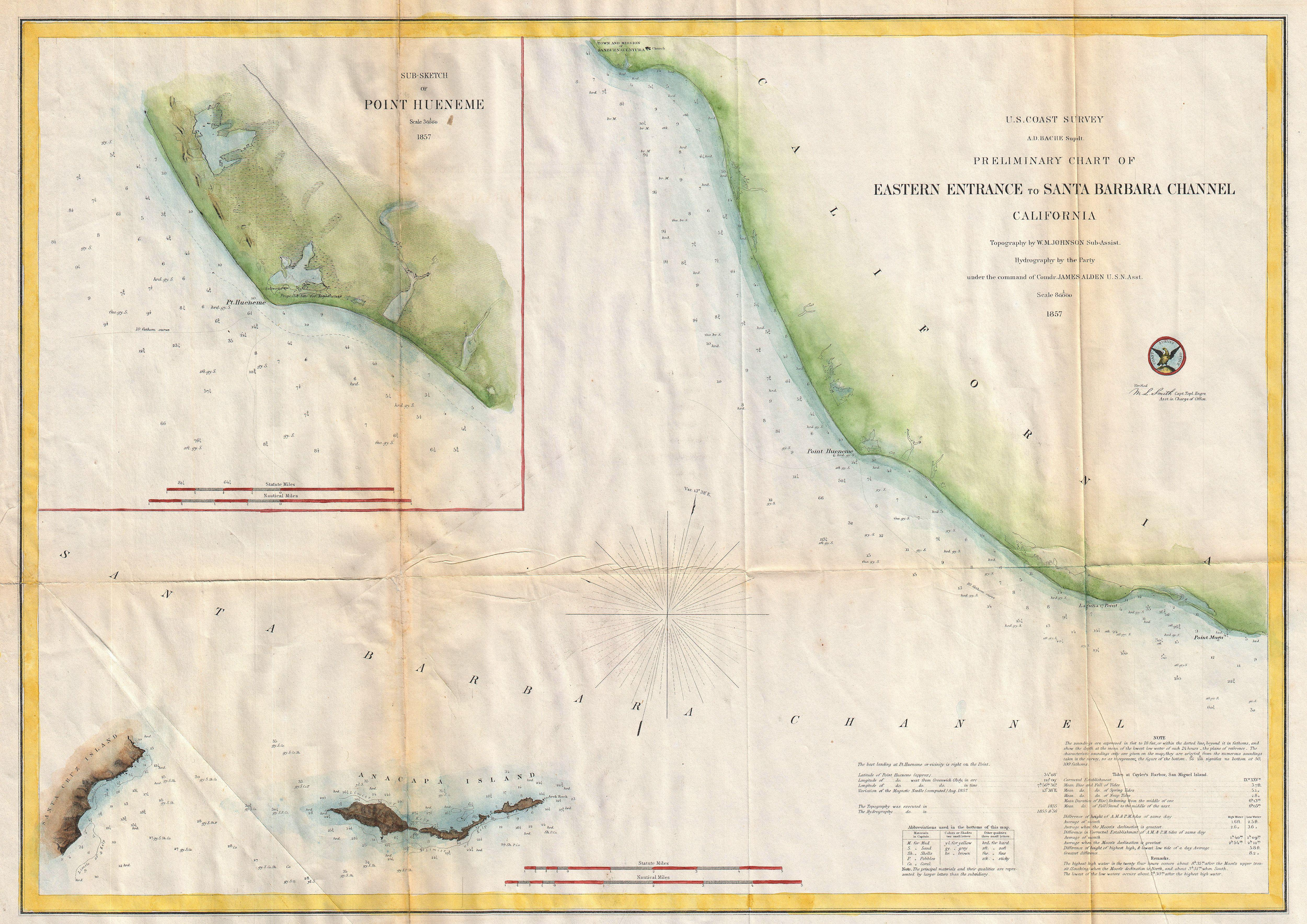
Karte des östlichen Eingangs in den Santa-Barbara-Kanal von 1857

Unter den Namen der Kanalinseln geht nur Anacapa nicht auf spanische, sondern auf indianische Wurzeln zurück. In der Sprache der Chumash bedeutete eneepah oder Anyapakh etwa Trugbild-Insel. 1770 verwechselte Gaspar de Portolà West-Anacapa mit dem Segel eines weit entfernten Schiffs. Daher nannte er die Insel Velo Falsa (falsches Segel) und die Nachbarinseln Las Mesitas (die Tischchen). 1774 nannte Juan Perez die Inselgruppe in Isletas de Santo Tomas um, George Vancouver, übernahm den Klang des indianischen Namens, so wie er ihn hörte. Er übernahm also das Eneeapah der Chumash, verzeichnete jedoch „Enecapa“ auf seinen Landkarten. Schließlich erschien die Insel 1852 unter dem heutigen Namen im U.S. Coast Survey. Der erste Europäer, der an der Insel vorbeisegelte, war wohl 1542 Juan Rodríguez Cabrillo. Die meisten Entdecker erwähnten die kleine Insel nicht einmal auf ihren Karten.

### Übergang an die USA und Staatsbesitz (1848), erste nichtindigene Bewohner, Verpachtungen

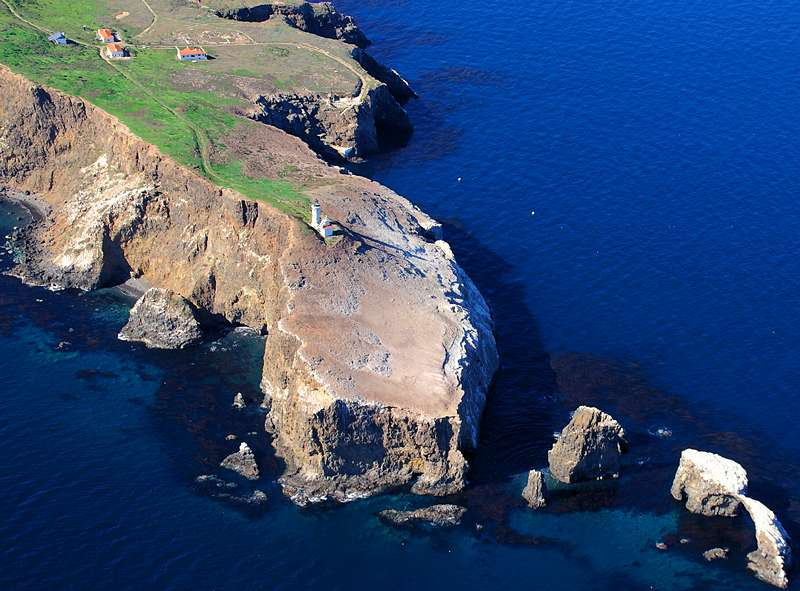
East Anacapa mit Leuchtturm und Rangerstation

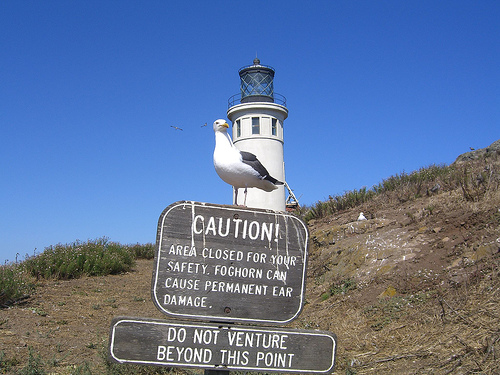
Leuchtturm am Ostende von Anacapa

1848 kam Kalifornien und damit Anacapa mit dem Vertrag von Guadalupe Hidalgo an die USA. Die Insel war stets staatlicher, nie Privatbesitz. Fischer nutzten sie gelegentlich als Station und Lager, ein Bericht erwähnt 1853 ein altes Haus im südlichen Mittelteil der Insel. Nach dem Zusammenbruch der indigenen Kulturen interessierte sich als Erster Captain George Nidever für die Insel. Er hielt dort Schafe. Obwohl die Insel Staatsbesitz war, wechselte sie durch Kauf und Verkauf mehrfach den Besitzer. So erwarb sie etwa die Pacific Wool Growing Company.
Erst 1902 griff die Regierung ein und verpachtete Anacapa an Louis Le Mesnager, dem 1907 Heaman Bayfield Webster folgte, der die Schafherde auf 500 Tiere vergrößerte. Zusammen mit seiner Frau und zwei Söhnen lebte er bis 1917 auf dem Mittelteil der Insel. Als er 1917 versuchte, vom Kongress seine Pacht um 25 Jahre verlängern zu lassen, fand dieser angesichts der Kriegsdrohung in Europa keine Gelegenheit, sich um die Angelegenheit zu kümmern, so dass die Familie ihre Pacht an Captain Ira Eaton verlor. Eaton besaß ein Resort auf Santa Cruz Island und nutzte während der Prohibitionszeit Anacapa als Lager für illegalen Alkohol. Außerdem unterzeichnete er einen Vertrag über die Unterverpachtung an die Santa Barbara Fish Company, die dort Fischer ansiedelte. Zwischen 1927 und 1932 hatte Anacapa keinen Pächter, dennoch lebte Raymond „Frenchy“ LaDreau als Einsiedler von 1928 bis 1956 am Westende der Insel. Er wurde inoffizieller Berichterstatter der Nationalparkverwaltung. Er verließ die Insel im Alter von 80 Jahren. C. Fay Chaffe wurde 1932 der letzte Pächter der Insel. 1937 beschloss die Regierung, keine Verpachtung mehr vorzunehmen. Heute leben nur Angehörige der Küstenwache und des Nationalparks auf Anacapa.

### Schiffshavarien, Leuchtfeuer (1911) und Leuchtturm (1932)

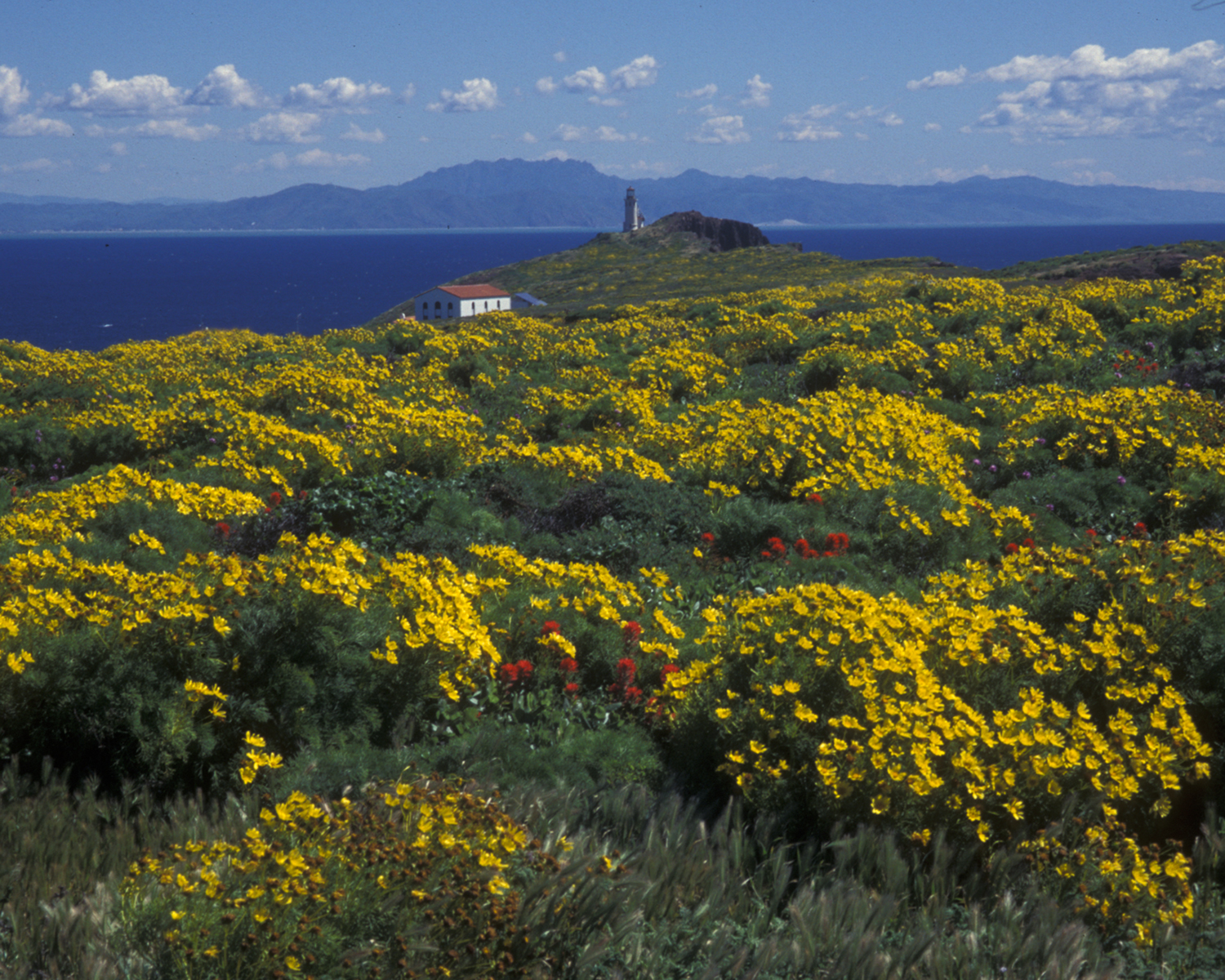
Blick auf den Leuchtturm mit dem letzten erhaltenen Wohnhaus

Am 2. Dezember 1853 lief das über 75 m lange Dampfschiff Winfield Scott der Pacific Mail Steamship Company auf dem Weg von San Francisco nach Panama auf die Felsen nördlich von Middle Anacapa auf und sank mitsamt 2 Millionen Dollar in Goldbarren. Die über 400 Passagiere konnten nach einer Woche gerettet werden, wenn auch die Vorräte erschöpft waren. Ab 1854 begannen Überlegungen, einen Leuchtturm zu errichten. Daher wurde die Insel vom Lighthouse Bureau bis 1938 verwaltet. Dennoch entstand erst 1911 ein unbemanntes Leuchtfeuer auf einem 17 m hohen Turm am Ostende der Insel. 1932 entstand der heutige Leuchtturm an der Einfahrt in den Santa Barbara Channel in 277 Fuß Höhe, also etwas mehr als 90 m; er ist der einzige auf den Kanalinseln. Zum Turm gehörten 30.000 Quadratfuß Betonfläche zum Sammeln von Regenwasser, denn auf der Insel gab es kein Trinkwasser. Hinzu kamen Wohnungen für die Bediensteten, da sich bis 1968 reihum mit Festlandscrews abwechselten. Bis auf eine wurden sie alle 1968, als der Betrieb automatisiert wurde, abgerissen.

### Unterschutzstellung (1938), Nationalpark (1980)
1938 erhielten Anacapa und Santa Barbara durch Präsident Franklin D. Roosevelt den Status eines Nationalen Monuments. 1939 wurde das Lighthouse Bureau aufgelöst und die Insel dem National Park Service überantwortet. 1978 wurden die Ergebnisse einer extensiven archäologischen Untersuchung publiziert. 1980 entstand der Channel Islands National Park, wenn auch einige Stellen auf der Insel von der Küstenwache beansprucht werden.